# Ram II
Pour les articles homonymes, voir RAM.
Ream II  Cau Banya Sur roi ou régent sous le nom de « Rajadhiraja »  (mort en 1597)   roi/régent  usurpateur du Cambodge de 1596 à 1597.

## Biographie
Beau-fils de l’usurpateur Ream Ier Chung Prei, il s’empare du pouvoir après la mort de son prédécesseur. Il est assassiné  dès mars/avril 1597 par un rebelle Kaev Brah Bhloen qui se proclame roi à Phnom Penh.
Les Espagnols ayant appris les décès en 1596 des rois Satha Ier et Chey Chettha Ier persuadent le prince Ponhea Ton, second fils du premier, de revendiquer le trône. Ils le font reconnaître roi à 
Srey Santhor sous le  nom de Barom Reachea V.

## Sources
- Chroniques Royales du Cambodge de 1594 à 1677. École française d'Extrême Orient Paris 1981,   (ISBN 2855395372), p. 43.